# Traba (cratère)
Pour les articles homonymes, voir Traba.
Traba est un cratère d'impact à la surface de Mercure. 
Le cratère a ainsi été nommé par l'Union astronomique internationale le 7 février 2025 en hommage à l'écrivaine et critique d'art argentino-colombienne Marta Traba (1930-1983).
Son diamètre est de 61 km. Il se situe dans le Quadrangle de Beethoven (quadrangle H-7) de Mercure.